# Окиніно (Большемурашкинський район)
Окиніно (рос. Окинино) — присілок в Большемурашкинському районі Нижньогородської області Російської Федерації.
Населення становить 4 особи. Входить до складу муніципального утворення Холязинська сільрада.

## Історія
Від 2009 року входить до складу муніципального утворення Холязинська сільрада.

## Населення
| 2002 | 2010 |
| ---- | ---- |
| 6    | ↘4   |